# 스카니아 대형트럭 시리즈
스카니아 대형트럭 시리즈는 스카니아에서 생산하는 대형트럭들을 가리킨다. 대한민국에선 아시아자동차가 1991년부터 수입하여 들여온 차종이다.

## 스카니아 대형트럭 시리즈에 관한 소개
여기서는 스카니아 대형트럭 시리즈에 관한 소개를 나열한다.

### 2004년 이전의 스카니아 트럭
- 스카니아 트럭은 1971년부터 만들어져서 지금까지 내려오는 차종이다.
- 대한민국의 자동차 회사들이 아직 국산 트랙터를 만들기 이전엔 스카니아 트랙터가 주로 사용이 되었으며 1986년엔 우리가 흔히 각스카니아라고 불리는 차종이 출시가 되었다.
- 1979년 동아자동차에서 최초로 대한민국의 국산 트랙터가 만들어진 이후에도 대한민국의 자동차 회사인 아시아자동차가 1991년에 스카니아 트랙터를 다시 수입해 들여오게 된다.
- 1996년엔 스카니아 3세대가 출시되었다.
- 2004년 이후에 스카니아 4세대가 출시가 된 이후에는 근근히 페이스리프트만 거치다가 2016년에 스카니아 5세대가 출시되어 현재에 이르게 되었다. 현재의 대한민국에선 스카니아를 소방차로도 특장하여 활용을 한다.

## 경쟁 차종
- 현대 엑시언트
- 타타대우 노부스
- 타타대우 프리마
- 볼보 트럭
- MAN 대형트럭 시리즈
- 메르세데스-벤츠
- 이베코

## 같이 보기
- 스카니아
- 화물자동차
- 상용차
- 스카니아 P-시리즈
- 스카니아 G-시리즈
- 스카니아 R-시리즈
- 스카니아 T-시리즈